# Caracara (subfamília)

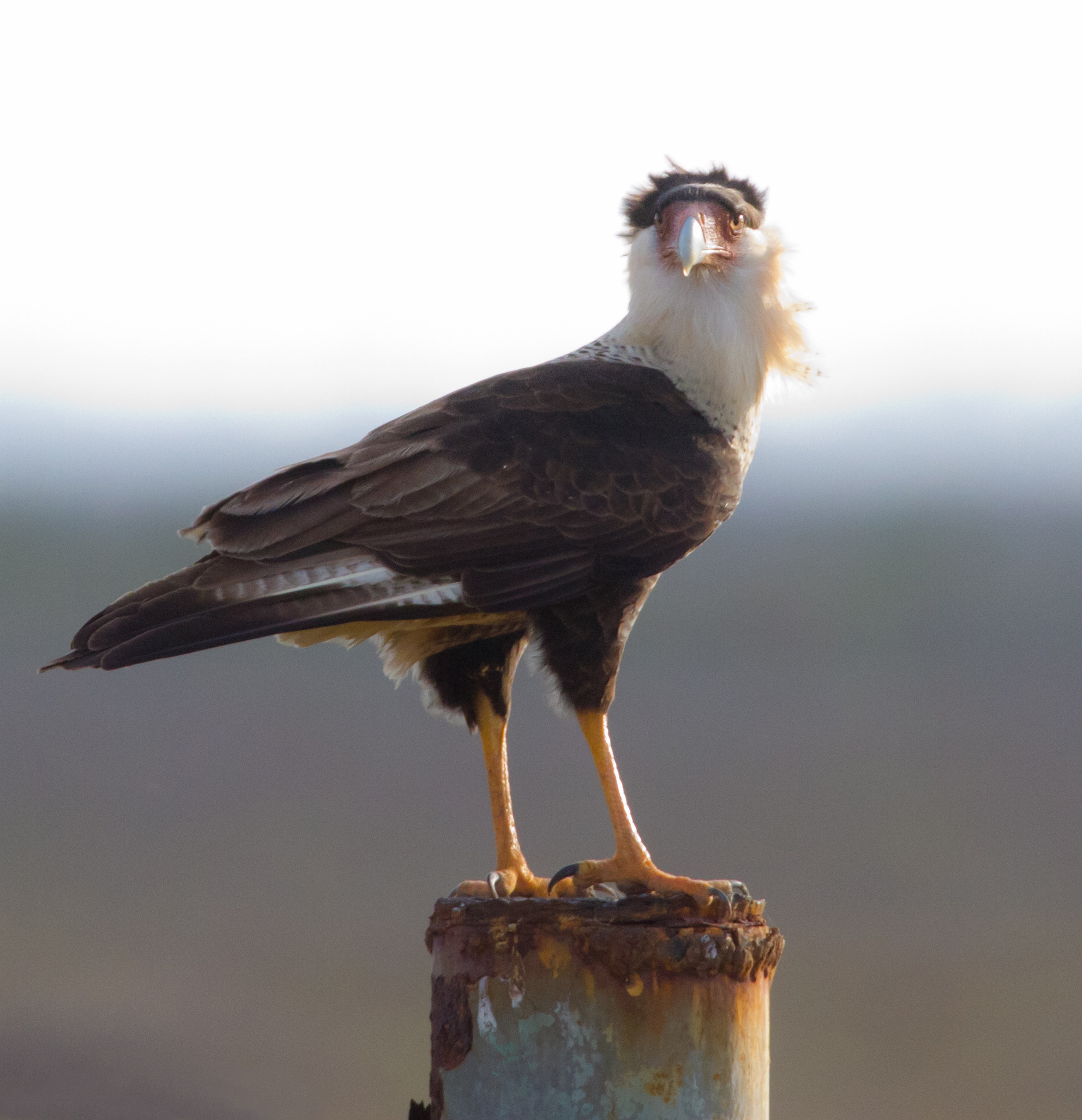
Caracara-de-crista, Refúgio Nacional de Vida Selvagem de Brazoria

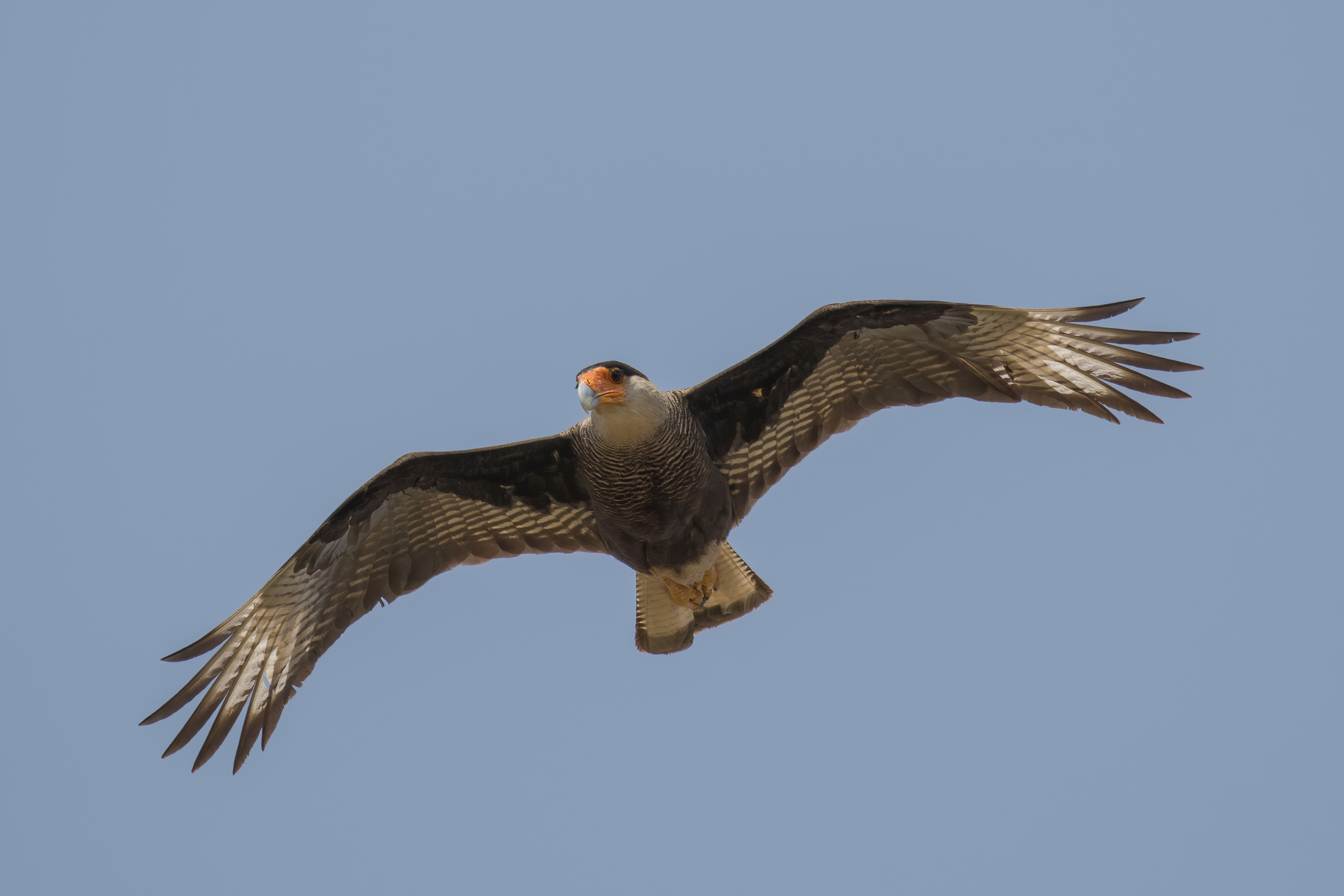
Caracará-de-crista (C. plancus) em voo

Carcaras são aves de rapina da família Falconidae . Eles são as vezes colocados na subfamília Polyborinae com os falcões da floresta,  mas às vezes são considerados como constituintes de sua própria subfamília, Caracarinae,  ou classificados como membros da verdadeira subfamília dos falcões, Falconinae .  Os caracaras são aves principalmente da América do Sul e Central, chegando apenas ao sul dos Estados Unidos .

Ao contrário dos falcões do gênero Falco da mesma família, as aves desse grupo não são caçadores aéreos de voo rápido, mas são comparativamente lentos e geralmente oportunistas ou necrófagos
1. ↑  Myers, P. R.; Parr, C. S.; Jones, T.; Hammond, G. S.; Dewey, T. A. «Subfamily Polyborinae (caracaras and forest falcons)». Animal Diversity Web. University of Michigan. Consultado em 21 August 2009. Arquivado do original em 1 December 2007 Verifique data em: |acessodata=, |arquivodata= (ajuda)
2. ↑  «Check-list of North American Birds». North American Classification Committee. American Ornithologists' Union. Consultado em 21 August 2009. Arquivado do original em 6 June 2011 Verifique data em: |acessodata=, |arquivodata= (ajuda)
3. ↑  «A classification of the bird species of South America». South American Classification Committee. American Ornithologists' Union. Consultado em 21 August 2009. Cópia arquivada em 5 October 2009 Verifique data em: |acessodata=, |arquivodata= (ajuda)